# Leptomenes ugandensis
Leptomenes ugandensis är en stekelart som beskrevs av Giordani Soika 1939. Leptomenes ugandensis ingår i släktet Leptomenes och familjen Eumenidae. Inga underarter finns listade i Catalogue of Life.